# Monifa Jansen
Monifa Jansen (Willemstad, 11 febbraio 1993) è una modella olandese, incoronata Miss Universo Curaçao 2011 il 2 aprile 2011 presso il World Trade Center Curacao.

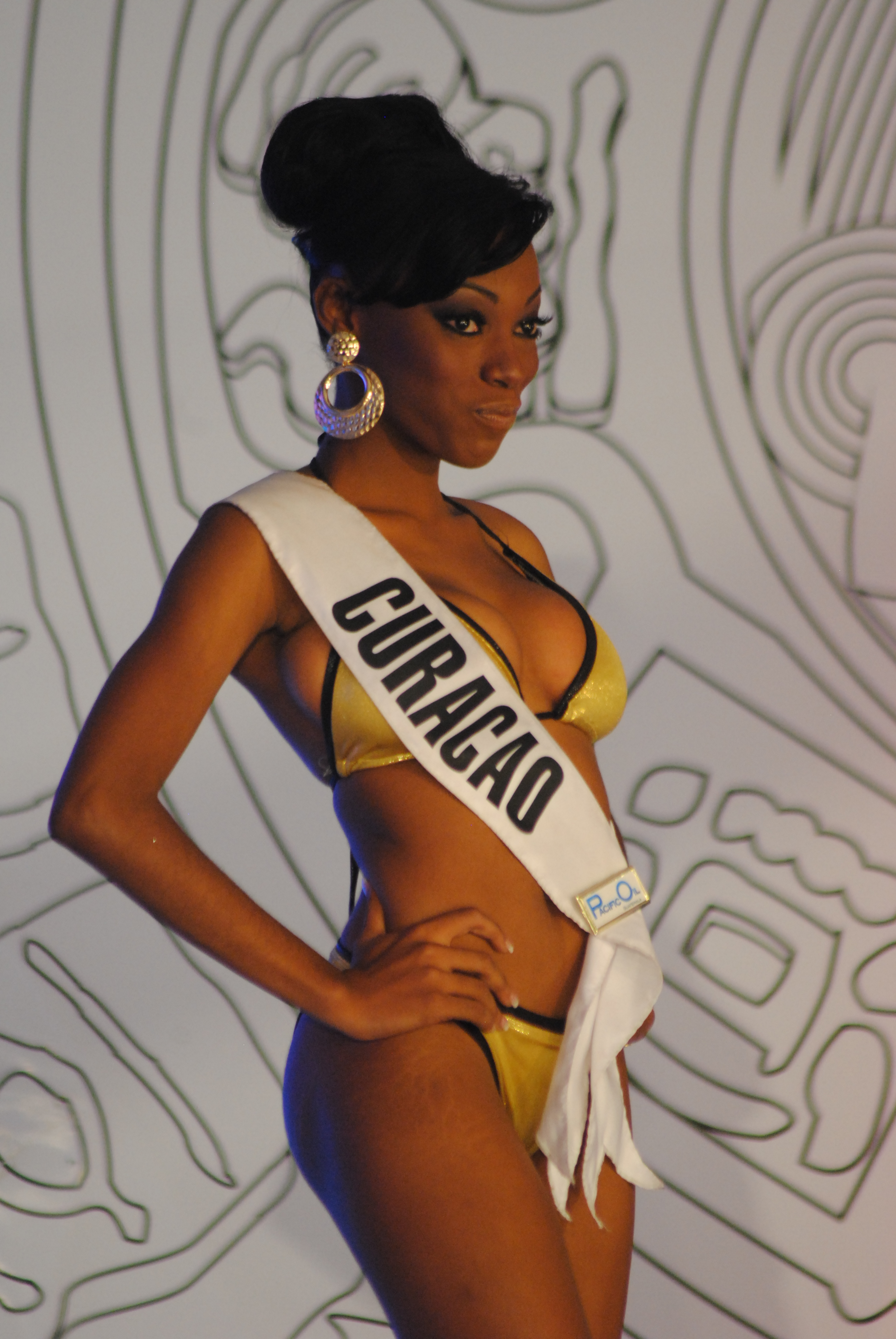
Monifa Jansen, Miss Universo Curaçao 2011

Al momento dell'incoronazione, la Jansen era una studentessa all'ultimo anno delle scuole superiori, in procinto di iscriversi all'università di Maastricht.
La modella avrebbe dovuto rappresentare Curaçao in occasione di Miss Universo 2011, tenuto a San Paolo, in Brasile, il 12 settembre 2011, tuttavia non avendo ancora compiuto i diciotto anni previsti dal regolamento, il suo posto è stato preso da Evalina van Putten, seconda classificata al concorso.
La Jansen ha tuttavia partecipato a Miss Mondo 2011 il 6 novembre 2011 a Londra, e rappresenterà Curaçao anche a Miss Universo 2012 nel dicembre 2012.